# Ден на германското единство
Денят на германското единство се чества на 3 октомври и е национален празник на Германия.
На този ден през 1990 година е обявено обединението на Федерална република Германия и Германската демократична република в единна държава, наречена също Федерална република Германия.
През 1949 г. – 4 години след разгрома на Нацистка Германия, се създават 2 германски държави: Федерална република Германия (на територията на американската, британската и френската окупационни зони) и Германска демократична република (на територията на съветската окупационна зона). Бившата столица Берлин е разделена на Западен Берлин - със статут на самостоятелен град, и Източен Берлин - столица на ГДР. Столица на ФРГ става град Бон.
На 3 октомври 1990 г. по волята на германския народ и със съгласието на страните победителки във войната е провъзгласена Обединена Германия. На 23 май 1994 г. за федерален президент е избран Роман Херцог, а за федерален канцлер - Герхард Шрьодер, правителството се сформира на 27 октомври 1998 г.